# John N. Gray
John Nicholas Gray (South Shields, 17 de abril de 1948) é um escritor e filósofo britânico com interesses na filosofia analítica e a história das ideias.
Ensinou Filosofia na Universidade de Oxford e atualmente ensina Pensamento Europeu na London School of Economics. Escreve também regularmente para o The Guardian, o New Statesman ou o The Times Literary Supplement.
Possui diversas obras, e dos vários livros influentes que escreveu sobre teoria política, destaca-se Humanos e outros Animais (2003); outros dos seus livros que merecem destaque O Falso Amanhecer; Al-Qaeda e o Que Significa Ser Moderno; Cachorros de Palha; Missa Negra: Religião Apocalíptica e o Fim das Utopias (2008), entre outras. Gray influenciou decisivamente a ascensão ao poder de Margaret Thatcher.
Algumas das ideias de Gray:
| “ | O homem moderno não é mais sábio do que o antigo. O contrário é mais provável. Marco Aurélio não era pessimista, apenas não padecia da praga do "mito do progresso". Nesse sentido, todo moderno iluminista é um idiota. | ” |

| “ | Enquanto não notarmos que nossa capacidade de produzir conhecimento não vem com a habilidade de aprender com isso, não haverá esperança. | ” |

| “ | "Poucos estão dispostos a admitir que a maioria dos problemas modernos são insolúveis", diz o britânico, acrescentando que só aqueles conscientes de que a modernidade não tem cura podem contemplar alguma redenção. | ” |